# 鳴門市役所
鳴門市役所（なるとしやくしょ）は、日本の地方公共団体である鳴門市の執行機関としての事務を行う施設（役所）である。本庁舎の設計は増田友也で、隣接する鳴門市民会館とともに、DOCOMOMO JAPAN選定 日本におけるモダン・ムーブメントの建築に選出されている。

## 沿革
- 1947年（昭和22年）5月 - 旧撫養町役場にあった「鳳鳴閣（鳴門市撫養町南浜字東浜64番地の2）」に本庁舎を置く。
- 1963年（昭和38年）3月 - 新庁舎が完成し、現在の場所になる。
- 1989年（昭和64年）1月 - 土曜閉庁（第2・第4土曜日）開始。
- 2018年（平成30年）10月22日 - 新市庁舎整備の検討のため、鳴門市が設置した有識者会議（委員長・田中弘之鳴門教育大学副学長）は、現市庁舎および隣接する市民会館を解体し、跡地に新市庁舎を建設する案をまとめた。鳴門市はこれを受け、2020年度の着工を目指す。[1]

## 本庁舎
位置
〒772-8501　徳島県鳴門市撫養町南浜字東浜170番地
建物
地上3階建て。
駐車場

## 連絡所
板東連絡所以外は平成29年3月末で廃止、備考欄にある郵便局で一部書類の請求に対応している（ただし代理人による請求不可）。
| 連絡所     | 位置                                     | 所管区域 | 備考           |
| ---------- | ---------------------------------------- | -------- | -------------- |
| 板東連絡所 | 徳島県鳴門市大麻町板東字宝蔵65番地       |          |                |
| 里浦連絡所 | 徳島県鳴門市里浦町里浦字花面535番地2     |          | 鳴門里浦郵便局 |
| 鳴門連絡所 | 徳島県鳴門市鳴門町高島字北86番地         |          | 鳴門高島郵便局 |
| 瀬戸連絡所 | 徳島県鳴門市瀬戸町堂浦字地廻り弐266番地  |          | 堂浦郵便局     |
| 北灘連絡所 | 徳島県鳴門市北灘町宿毛谷字クロハエ66番地 |          | 鳴門北灘郵便局 |
| 堀江連絡所 | 徳島県鳴門市大麻町大谷字道の上24番地     |          | 堀江郵便局     |

## アクセス
- JR鳴門線
  - 鳴門駅から徒歩10分（およそ800m）。
  - 撫養駅から徒歩11分（およそ950m）。
- 徳島バス鳴門線・北泊線 鳴門市役所前停留所下車すぐ。